# Bugatti Mistral
Bugatti W16 Mistral — среднемоторный двухместный спорткар, выпускаемый в Мольсеме компанией Bugatti Automobiles S.A.S.

## Описание
Bugatti Mistral впервые был представлен 19 августа 2022 года. На рынке автомобиль позиционируется как самый быстрый родстер в мире.
Поставки автомобиля начались в 2024 году. Все 99 экземпляров проданы по цене 5 миллионов евро.
Bugatti Mistral является не кабриолетной версией Bugatti Chiron, а отдельным родстером с двигателем W16, который в 2005 году был представлен на Bugatti Veyron.

## Технические характеристики
|                              | W16 8.0 L          |
| ---------------------------- | ------------------ |
| Цилиндров                    | 16                 |
| Объём (см3)                  | 7993               |
| Питание                      | Турбина Quadri     |
| Мощность (л. с.)             | 1500               |
| при об/мин                   | 6700               |
| Крутящий момент (Н⋅м)        | 1600               |
| при об/мин                   | 2000—6000          |
| Трансмиссия                  | 7-скор. DCT        |
| Максимальная скорость (км/ч) | 380 (ограничение)  |
| Разгон до 100 км/ч (сек.)    | 2,4                |
| Расход топлива (л/100 км)    | 35,2 / 15,2 / 22,5 |
| Масса (кг)                   | 1960               |
| Выбросы CO2 (г/км)           | 516                |